# Ak Chin
Ak Chin es un lugar designado por el censo ubicado en el condado de Pima en el estado estadounidense de Arizona. En el Censo de 2010 tenía una población de 30 habitantes y una densidad poblacional de 22,02 personas por km².

## Geografía
Ak Chin se encuentra ubicado en las coordenadas 32°17′14″N 112°0′33″O / 32.28722, -112.00917. Según la Oficina del Censo de los Estados Unidos, Ak Chin tiene una superficie total de 1.36 km², de la cual 1.36 km² corresponden a tierra firme y (0%) 0 km² es agua.

## Demografía
Según el censo de 2010, había 30 personas residiendo en Ak Chin. La densidad de población era de 22,02 hab./km². De los 30 habitantes, Ak Chin estaba compuesto por el 0% blancos, el 0% eran afroamericanos, el 100% eran amerindios, el 0% eran asiáticos, el 0% eran isleños del Pacífico, el 0% eran de otras razas y el 0% pertenecían a dos o más razas. Del total de la población el 3.33% eran hispanos o latinos de cualquier raza.